# 琥珀小鱸
琥珀小鱸為輻鰭魚綱鱸形目鱸亞目河鱸科的其中一種，被IUCN列為次級保育類動物，分布於美國Conasauga河及Etowah河流域，體長可達7.2公分，棲息在流動快速、礫石底質的溪流，屬肉食性，以水生昆蟲為食。